# Codul morții
Brick este un film thriller neo-noir american, produs în anul 2005 sub regia și scenariul lui Rian Johnson.

## Acțiune
Brendan Frye,  student la  High School din San Clemente, duce o viață retrasă în localitatea situată pe malul californian al Pacificului. Într-o zi este sunat de fosta lui prietenă Emily, care pare foarte agitată și amintește fără nici o coerență termenii Brick, Tug și Pin. Fiind convis că Emily are nevoie de ajutor, Brendan caută să afle de la ea mai multe detalii, dar ea refuză categoric ajutorul oferit. El caută totuși să ia contact cu Emily, pe care a două zi o găsește moartă. Brendan ascunde cadavrul, cu scopul de  a fi primul, înaintea poliției, cel care găsește și pedepsește pe făptașii crimei. Împreună cu prietenul său Brain, începe să facă cercetări pentru elucidarea crimei misterioase. Cei doi prieteni ajung în contact lumea interlopă, care se ocupă cu traficul de stupefiante, aranjează inalniri cu șefii mafioți, prntre care cunoaște pe Laura, pe agentul dublu Pin și pe mafiotul brutatal Tug. Aceștia îl folosesc pe Brendan ca paravan, pentru a camufla afacerile lor cu heroină. În acest mod află Brendan, pachețele de heroină presată, care au o formă de cărămidă, sunt numite Brick. Situația lui Brendan se complică atunci când află că în timp ce ascundea cadavrul fetei, Dode l-a văzut, deoarece acesta fusese bătut și umilit de  Brenda, acum caută să se răzbune, începe să-l șantajeze că-l va divulga poliției ca ucigaș. Ajuns să aibă conflicte cu mafioții Pin și Tug, el fiind bănuit că ar fi ascuns o parte din stupefinate, însă reușește să fugă. Poliția a început să cereceteze cazul, de la Laura află Brendan, că Emily ar avut de la un copil, dar din motive de răzbunare n-a vrut să-l informeze. Brendan confruntă Kara cu Dode, acuzând-o de manipularea lui Dode spunându-i că Emily a fost însărcinată cu copilul lui și împingând pe Dode și Emily să-și vândă informațiile mafiotului Pin.

## Distribuție
- Joseph Gordon-Levitt: Brendan Frye
- Nora Zehetner: Laura
- Lukas Haas: The Pin
- Noah Fleiss: Tugger
- Matt O’Leary: Brain
- Emilie de Ravin: Emily
- Noah Segan: Dode
- Richard Roundtree: Konrektor Gary Trueman
- Meagan Good: Kara
- Brian J. White: Brad Bramish
- Jonathan Cauff: Biff
- Reedy Gibbs: mama lui Pin

## Distincții
- 2007: Austin Film Critics Award für den besten Erstfilm, Austin Film Critics Association
- 2006: ‚Fresh Blood‘ Award des Fantasy Filmfest
- 2006: Citizen Kane Award des Catalonian International Film Festival, Sitges
- 2006: SFFCC Award des San Francisco Film Critics Circle
- 2006: Goldener Trailer für beste Titel in einem Trailer, Golden Trailer Awards
- 2006: ‚New Blood‘ Award des Cognac Festival du Film Policier
- 2006: CFCA Award für den meistversprechendsten Regisseur, Chicago Film Critics Association Awards
- 2006: COFCA Award für das beste Drehbuch, Central Ohio Film Critics Association
- 2005: Special Jury Prize des Sundance Film Festivals